# The Movement
The Movement, eller Rörelsen, är en term som myntades 1954 av J. D. Scott, den dåvarande litteräre redaktören för The Spectator i London. Termen betecknade en samling författare och poeter som hade trätt fram under det tidiga 1950-talet i England. Till dessa författare och poeter hörde bland andra Philip Larkin, Kingsley Amis, John Wain och Robert Conquest. The Movement var huvudsakligen engelsk till sin karaktär eftersom diktare från andra delar av Storbritannien inte ingick.

## Samlingsverk
- New lines: an anthology, edited by Robert Conquest (London: Macmillan, 1956)
- New lines: an anthology. 2, edited by Robert Conquest (London: Macmillan, 1963)

### Svenska
- Åtta engelska poeter, i urval och tolkning av Petter Bergman och Göran Printz-Påhlson (FIB:s Lyrikklubb, 1957)